# Rundbåge
En rundbåge är en båge vars undersida är en del av en cirkel. Normalt avses med termen en båge som består av en halvcirkel, en så kallad halvcirkelbåge, och pilhöjden är följaktligen lika med halva spännvidden. Den var ett kännetecken för bland annat den romanska stilen inom medeltidens arkitektur.
En rundbåge kan dock även bestå av ett cirkelsegment som är större än en halvcirkel, en hästskobåge, eller mindre, en stickbåge (också kallad segmentbåge) eller flera cirkelsegment, korgbåge.
|  |  |